# Municipio de Rock Run
El municipio de Rock Run (en inglés: Rock Run Township) es un municipio ubicado en el condado de Stephenson en el estado estadounidense de Illinois. En el año 2010 tenía una población de 2247 habitantes y una densidad poblacional de 18,14 personas por km².

## Geografía
El municipio de Rock Run se encuentra ubicado en las coordenadas 42°23′41″N 89°27′48″O / 42.39472, -89.46333. Según la Oficina del Censo de los Estados Unidos, el municipio tiene una superficie total de 123.9 km², de la cual 123,86 km² corresponden a tierra firme y (0,03 %) 0,04 km² es agua.

## Demografía
Según el censo de 2010, había 2247 personas residiendo en el municipio de Rock Run. La densidad de población era de 18,14 hab./km². De los 2247 habitantes, el municipio de Rock Run estaba compuesto por el 97,33 % blancos, el 0,58 % eran afroamericanos, el 0,04 % eran amerindios, el 0,45 % eran asiáticos, el 0,45 % eran de otras razas y el 1,16 % eran de una mezcla de razas. Del total de la población el 1,51 % eran hispanos o latinos de cualquier raza.